# پیر-ژان پلتیه
پیر-ژان پلتیه (فرانسوی: Pierre-Jean Peltier‎؛ زادهٔ ۲۰ مهٔ ۱۹۸۴) قایقران روئینگ اهل فرانسه است.